# Idiolychnus urolampus
Idiolychnus urolampus és una espècie de peix marí de la família dels mictòfids i de l'ordre dels mictofiformes.
Els adults poden assolir 11 cm de longitud total. És un peix marí i de clima temperat que viu entre 124-582 m de fondària a les illes de Hawaii, Madagascar i el Pacífic sud-oriental.